# Projekt 887
Projekt 887 (taktéž třída Smolný, rusky: Смольный, Smolnyy) je třída tří cvičných lodí někdejšího sovětského námořnictva. Dvě ze tří postavených lodí, vedoucí loď Smolný a druhá loď Perekop (rusky: Перекоп), pokračují ve službách baltské flotily ruského námořnictva dodnes. Třetí loď Chasan (rusky: Хасан) byla 31. května 1998 vyřazena z provozu a následně prodána ke sešrotování.

## Stavba

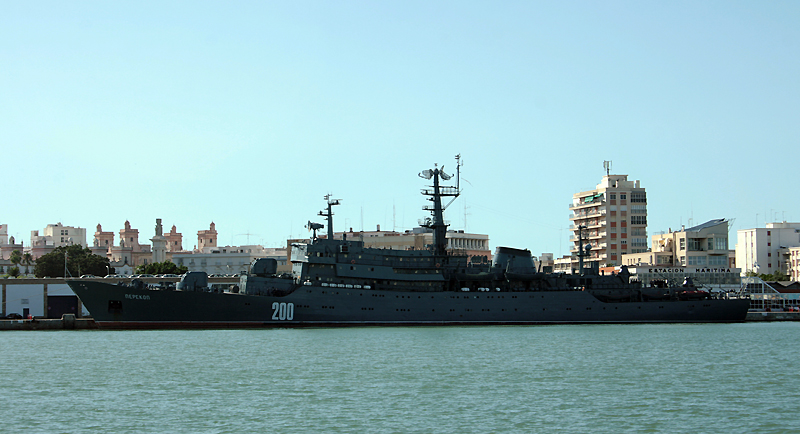
Perekop

Celkem byly postaveny 3 lodě této třídy. Stavbu prováděla polská loděnice ve Štětíně v letech 1974-1978.
Lodě Projektu 887:
| Jméno   | Založení kýlu   | Spuštěna          | Vstup do služby   | Status                   |
| ------- | --------------- | ----------------- | ----------------- | ------------------------ |
| Smolný  | 23. dubna 1974  | 8. ledna 1976     | 30. června 1976   | aktivní                  |
| Perekop | 24. dubna 1976  | 11. prosince 1976 | 30. září 1977     | aktivní                  |
| Chasan  | 30. května 1977 | 31. ledna 1978    | 28. prosince 1978 | vyřazena 31. května 1998 |

## Konstrukce

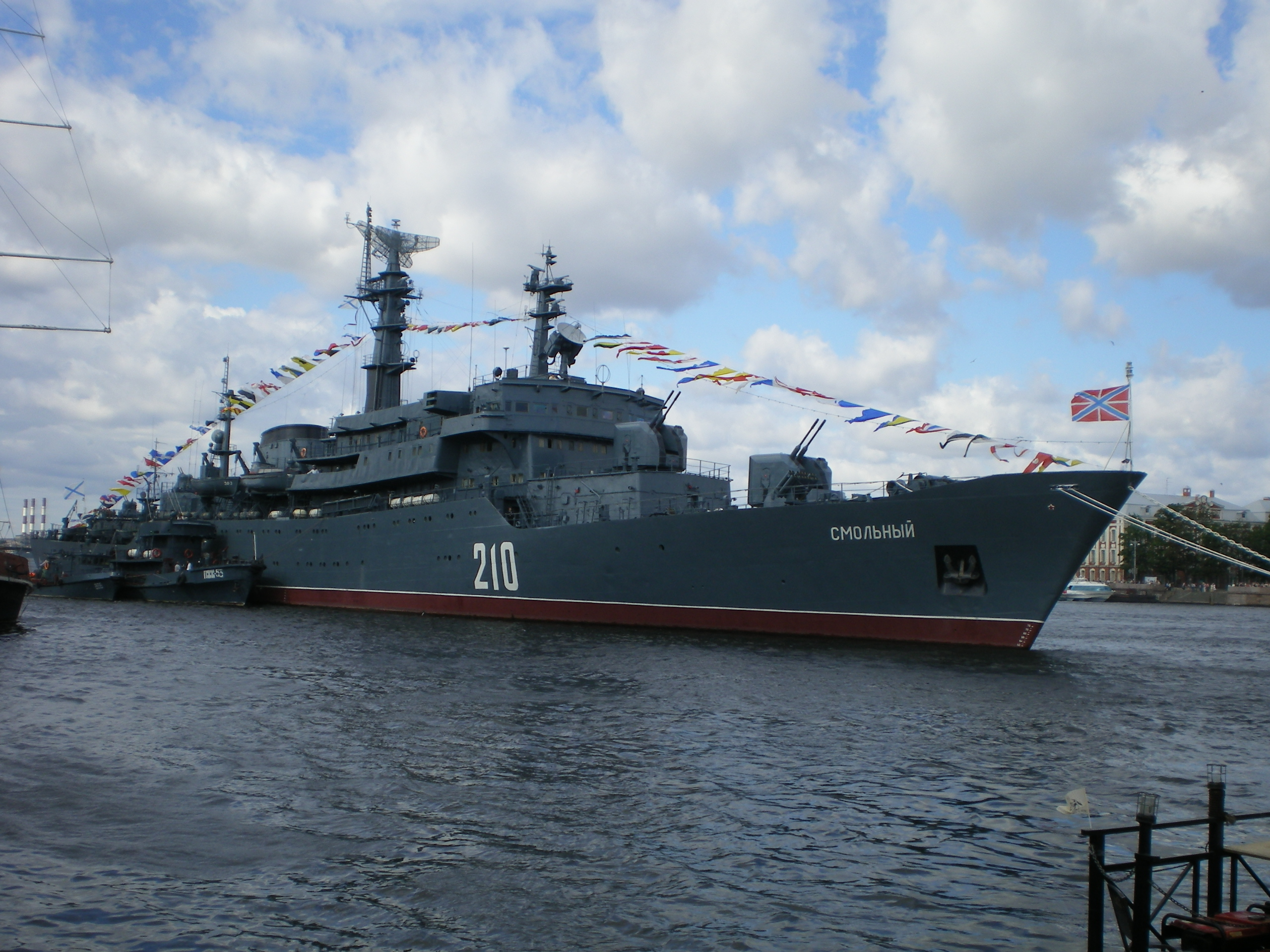
Smolný na oslavě námořnictva roku 2008 v Petrohradě

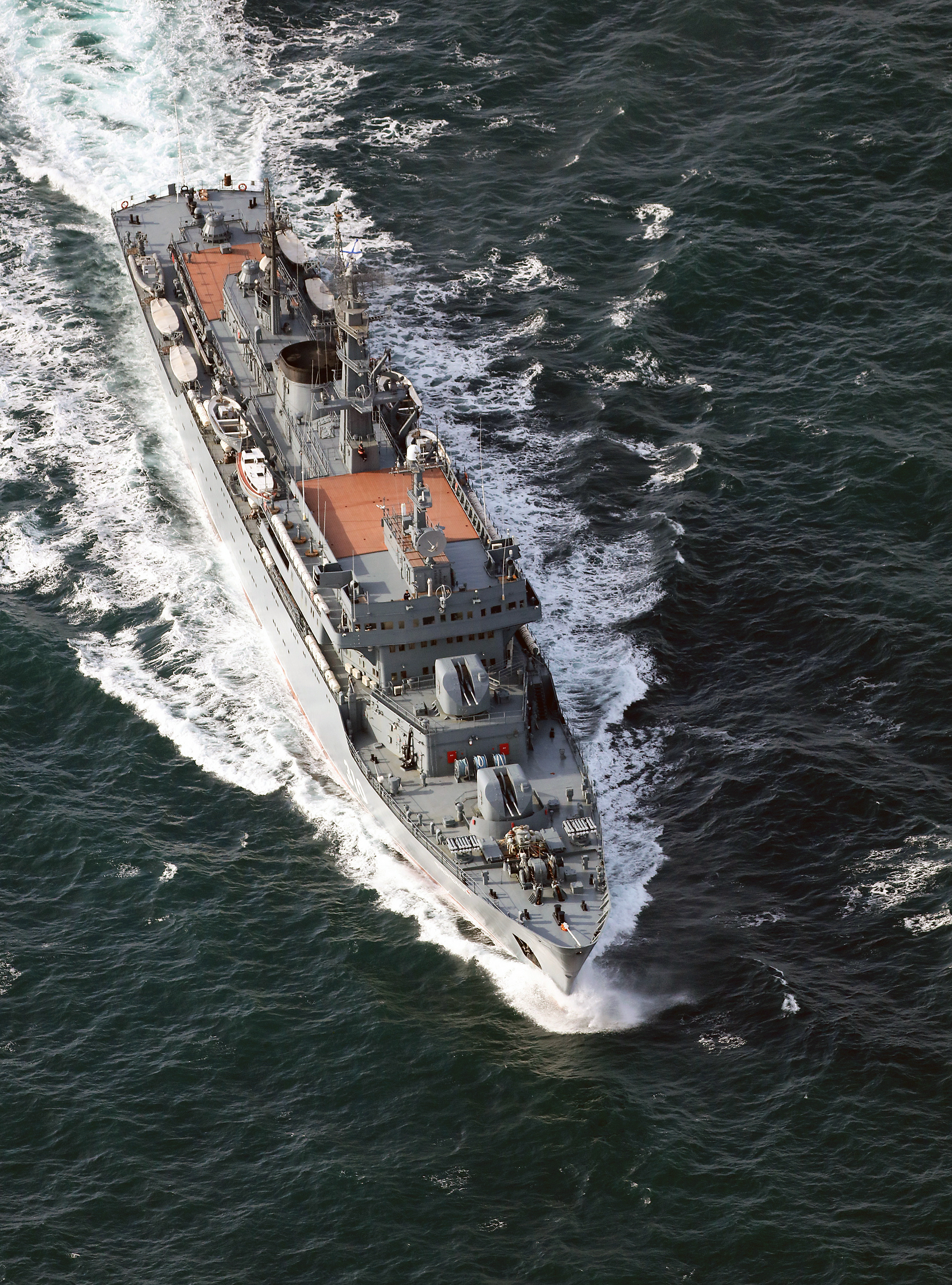
Perekop

Posádku plavidla tvoří 132 osob personálu, 300 kadetů a 30 instruktorů. Loď nese vzdušný a námořní vyhledávací radar MR-310 Angara-A, zaměřovací radary MR-105 Turel a MR-104 Rys, navigační radar Don-2 a lodní sonary MG-311 Vycheda a MG-312I Titan. Výzbroj tvoří 2 dvojité víceúčelové 76 mm kanóny AK-726 na přídi, 2 dvojité protiletadlové 30 mm kanóny AK-230 na zádi, 2 protiletadlové 45 mm kanóny 21KM a 2 šestnáctičlenné odpalovače raketových hlubinných pum RBU-2500. Pohonný systém tvoří dva dieselové motory Wärtsilä-Sulzer 12ZV40\48 o celkovém výkonu 16 000 hp, pohánějící dva lodní šrouby. Nejvyšší rychlost lodí dosahuje 20 uzlů (37 km/h). Dosah lodí je 9000 námořních mil při rychlosti 14 uzlů.